# Onthophagus nymani
Onthophagus nymani é uma espécie de inseto do género Onthophagus, família Scarabaeidae, ordem Coleoptera.
Foi descrita cientificamente por Gillet em 1930.